# Johann Georg Christoph Schetky
Johann Georg Christoph Schetky (* 19. August 1737 in Darmstadt; † 30. November 1824 in Edinburgh) war ein deutsch-schottischer Violoncellist und Komponist. 

## Leben
Johann Georg Christoph Schetky, Sohn des Sängers und Geigers Ernst Gottlieb Schetky (1716–1767) und der Sängerin Maria Elisabeth Eberhard (1714–1769) wurde zunächst von seinem Vater und von Johann Samuel Endler (im Generalbass) ausgebildet. Abgesehen von einem einmonatigen Unterricht bei Anton Fils war er als Violoncellist und Komponist weitgehend Autodidakt. 1768 wurde er Mitglied der Kapelle am Darmstädter Hof. 1770 konzertierte er in London und wurde zwei Jahre später in Edinburgh als Erster Violoncellist der Edinburgh Musical Society, welche unter der Leitung von Carl Friedrich Abel und Robert Bremner stand, engagiert. Hier spielte er zusammen mit seinem Freund Thomas Erskine eine führende Rolle.
In Edinburgh heiratete Schetky Maria Theresa Reinagle, die Tochter des gleichfalls deutschstämmigen Trompeters Joseph Reinagle sen. und Schwester des Violoncellisten und Komponisten Joseph Reinagle jun.
Trotz Streites mit der Edinburgh Musical Society blieb er deren Solocellist und spielte, lehrte und komponierte gleichermaßen.

## Nachwirken
Schetkys Nachwirkung speist sich vornehmlich aus seiner pädagogischen Tätigkeit. Schon in der Vorrede zu seinen Twelve Duetts for two Violoncellos op.7 (1780) stellt er Some Observations on, and Rules for Violoncello Playing an. Dabei betont er, wie wichtig es für einen Violoncellisten ist, Bass-Begleitungen gut spielen zu können. Seiner Meinung nach richten junge Violoncellisten ihr Augenmerk viel zu sehr auf das Solospiel als auf das gute Spielen einer Basslinie, womit man mehr Achtung erringen könne. Seine Practical and Progressive Lessons for the Violoncello von etwa 1813 waren wichtiges Unterrichtsmaterial der Zeit. In diesen gibt er Anweisungen zum akkordischen Spiel auf dem Violoncello, in welchem er selbst als Meister galt. 
Schetky spielte lange mit dem vormals üblichen Bogen-Untergriff, wie in der Allgemeinen Musikalischen Zeitung vom Oktober 1799 berichtet wird, und stellte offenbar später auf den Bogen-Obergriff um. In seinen Lessons von etwa 1813 beschreibt er diesen eindeutig.

## Werke
Einige Manuskripte seiner Werke (Sinfonien, Sonaten, Duette) werden in der Universitäts- und Landesbibliothek Darmstadt und in der Landesbibliothek Schwerin aufbewahrt. Stilistisch gehören seine Kompositionen zur Mannheimer Schule, darunter ein Klavierkonzert, acht Violoncellokonzerte, vier Sinfonien, sechs Streichquartette, 10 Klavier- und 23 Triosonaten und zahlreiche Werke für Violoncello mit oder ohne Begleitung. 
Einige seiner Werke wurden in London und Edinburgh gedruckt.
Sein Sohn George Schetky war ebenso ein Violoncellist und wurde einer der ersten US-amerikanischen Komponisten.